# Ellen Thesleff
Ellen Thesleff (ur. 5 października 1869 w Helsinkach, zm. 12 stycznia 1954) – fińska malarka ekspresjonistka, uważana za jedną z czołowych fińskich artystek modernistycznych.

## Życiorys
Ellen Thesleff urodziła się w Helsinkach jako najstarsza córka z pięciorga rodzeństwa. Jej ojciec był malarzem-amatorem. Brała prywatne lekcje, a następnie w latach 1885–1887 Adolfa von Beckera, w 1887 roku przez dwa lata studiowała w Szkole Rysunkowej Fińskiego Towarzystwa Artystycznego (obecnie znanej jako Fińska Akademia Sztuk Pięknych) u Gunnara Berndtsona. W 1891 roku Thesleff przeniosła się do Paryża i zapisał się do Akademii Colarossiego.
Thesleff spędziła całe swoje życie w Finlandii. Mieszkała we Francji i Włoszech, gdzie była po raz pierwszy w 1894 roku. W Finlandii miała rodzinną posiadłość w Murole, Ruovesi. Nigdy nie wyszła za mąż.

## Twórczość
Ellen Thesleff brała udział w wielu dużych wystawach w XX wieku. W 1949 jej obrazy były prezentowane na dużej wystawie sztuki nordyckiej w Kopenhadze i zostały docenione przez krytyków.
Na początku swojej kariery Thesleff pracowała nad obrazami symbolicznymi w stylu podobnym do obrazów tworzonych przez Eugène Carrière, choć twierdziła, że największy wpływ miał na nią Édouard Manet. W późniejszej swojej twórczości malowała modernistyczne obrazy pełne ekspresjonizmu, szczególnie upodobała sobie temat pejzaży.
Ellen Thesleff znalazła się na wystawie Kobiety w Paryżu 1850-1900 z 2018 roku.